# George Sampson
George William Sampson (født 29. juni 1993), som kunstner blot kendt som George Sampson, er en engelsk streetdancer, som vandt anden serie af den britiske talentkonkurrence Britain's Got Talent den 31. maj 2008 som fjortenårig. Som præmie for dette modtog han £100.000 og blev tilbudt at optræde ved det årlige arrangement Royal Variety Performance overværet af den den britiske prins Charles.

## Baggrund
George Sampson er vokset op i et fattigt hjem, og måtte tjene penge til at tage til audition i London ved at danse på gaden i Warrington og Manchester. Hans forældre, Brian og Lesley, blev skilt da Sampson var ti, og han bor nu hos sin mor i Warrington sammen med sin søster Rosie og sin bror Luke, mens to øvrige søskende, Chelsea og Emily, bor hos deres far.
George Sampson lider af en sjælden sygdom kaldet Scheuermanns sygdom, som påvirker rygsøjlen. Sygdommen gjorde ham desuden midlertidig blind på det ene øje i to måneder, hvilket vanskeliggjorde hans dansetræning i betydelig grad. På trods af sin sygdom har Sampson udtalt, at intet vil forhindre ham i at blive ved med at danse.

## Deltagelse iBritain's Got Talentog eftervirkning

### Sæsonen 2007
George Sampson stillede allerede op til audition i den første serie af Britain's Got Talent i 2007 med nummeret "Drop" af Timbaland feat. Magoo og Fatman Scoop. Her gik han i første omgang videre, men udgik senere efter flere diskussioner blandt konkurrencens dommere. Sampson besluttede imidlertid, at han ville stille op igen til næste år, og brugte således året til at forbedre sine teknikker ved at danse på gaden. Fra begyndelsen erklærede Sampson, at han – hvis han vandt – blandt andet ville bruge præmiepengene til at hjælpe sin mor med at betale af på hendes gæld.

### Sæsonen 2008
Ved audition optrådte George Sampson til nummeret "Rock This Party (Dance Everybody Now)", og han scorede det maksimale antal point fra publikum ved den efterfølgende semifinale, hvor han fremførte en dans til Mint Royales remix-udgave af "Singin' in the Rain". Samme nummer fremførte han ved finalen, hvor han igen fik toppoint fra publikum og vandt konkurrencen.
Den 3. august 2008 udgav George Sampson en dvd med en musikvideo, hvori han og fem backing-dansere fremfører et dansenummer.